# Коробьин, Иван Гаврилович
Иван Гаврилович Коробьин (до 1595 — ноябрь 1642) — московский дворянин; член посольства Филарета Никитича под Смоленск, был с ним вместе в плену (1610—1619); второй воевода в Астрахани (1629); возглавил (вместе с дьяком С. Матвеевым) посольство в Турцию (1634—1635).

## Биография
Иван Гаврилович Коробьин родился в семье рязанского помещика Гаврилы Васильева сына Коробьина и Ульяны Темешевой дочери Таптыкова. Скорее всего, родился задолго до 1598 года, так как в этом году достиг возраста, позволившего ему совершать сделки с землей. В архивных источниках сохранилась закладная кабала Якова и Никифора Семеновых детей Бояринова Ивану Гаврилову сыну Коробьина на пуст. (д) Дмитриевское на реч. Алешенке в Первевицком ст. Рязанского уезда, датируемая 1598—99 гг. В семье, кроме него, было ещё 3 старших брата: Семен, Борис и Василий Гавриловичи Коробьины, все они — активные участники Смутного времени.
На царской службе имя Ивана Гавриловича Коробьина впервые встречается в записях о свадьбе Василия Шуйского с М. П. Буйносовой-Ростовской 17 января 1608 года: на свадьбе у царя и великого князя Василия Ивановича Шуйского с Марью Петровной Буйново-Ростовской: а у каравая большого быти: Ивану Иванову сыну Слизневу-Колычеву, Андрею Петрову сыну Савину, Ивану Гаврилову сыну Коробьину, да Ефросиму Ладыженскому; а у другого коровая быти…, да Василию Елизарьеву сыну Протопопову. В каравайники назначались дети боярские, которые должны были нести каравай на носилках.
27 сентября 1609 года в разгар Смутного времени и вторжения в пределы России польско-литовского короля Сигизмунда III царь Василий Шуйский приказал Ивану Гавриловичу Коробьину ехать по Коломенской дороге в село Софьино и быть приказным человеком у окольничего кн. В. Ф. Литвинова-Мосальского для встречи и охраны казенных запасов, высланных с Коломны. Но И. Г. Коробьин, посчитав, что недостойно ему быть «ниже по чину» кн. Мосальского, сказался больным и не поехал. И, подав челобитную государю о мѣстех, в которой напомнил о заслугах своих предков, затеял местническое дело с кн. В. Ф. Литвиновым-Мосальским. По решению суда И. Г. Коробьин это дело выиграл.
8 сентябре 1610 г. Иван Гаврилович Коробьин был в составе посольства, отправленного Семибоярщиной под осажденный поляками Смоленск к польскому королю Сигизмунду III и возглавляемого Филаретом Никитичем и князем В. В. Голицыным. Целью посольства было обсуждение воцарения на русском престоле сына короля Жигмонта королевича Владислава. В марте 1611 г. Филарет и члены посольства были арестованы королем и в апреле 1611 г. доставлены в Польшу и Литву.
Братья Ивана Гавриловича Коробьина в 1612—1613 гг. пытались его освободить, предприняв попытку его обмена на знатного литовского пана Семена Харлинского, захваченного в плен в боях под Москвой. В 1612 году Иван Гаврилович был перевезен в Вязьму братом Семена Харлинского, Христофором, для обмена. Но обмен так и не состоялся, так как бояре приняли решение обменивать сразу всех плененных участников посольства. Вторая попытка была предпринята весной 1613 года московским послом Денисом Оладьиным на переговорах по обмену пленными, но и эта попытка закончилась неудачей. 12 июня 1613 года Христофор Харлинский писал своему брату Семену: «Живу я в Аршеве недель с 8, как приехал из Смоленска; и сказал я королю, его милости, что писал я к Москве х Коробьиным о брате его, и они отписали, что его не отдадут, а дадут ево вместе с нимынми. А я здеся живу у короля, его милости, для того, что идет к Москве посол цесаря хрестьянского мирить и об вас братьи нашей говорить. …. Лише мне здеся только кручинно, что тебя Коробьины не добре чтят, дошли мне о том вести, и я им правду сказываю: толко похотят брата своего жива видеть, и они б тебе не смеялися; а брат их, которой у меня в руках, опроче Бога нихто ево у меня не возмет. А толко захотят, на чем они слово свое дали обмены, и они б вскоре мне весть дали; а яз здеся обменою не замешкаю…» .
Посольство Филарета, включая Ивана Гавриловича Коробьина, пробыло в плену еще 5 долгих лет: Изъ посольской свиты остались вѣрными своему долгу и раздѣлили съ митр Филаретомъ всякую тѣсноту и плѣнъ дворяне Борисъ Ив Пушкинъ Богданъ Матв Глѣбовъ Иванъ Гавр Короблинъ Ѳома Ив Квашнинъ Андрей Ив Баскаковъ Борисъ Дм Бартеневъ Антонъ Павл Загосткинъ Вас Павловъ и др.. Обмен пленными произошел только 14 июня 1619 г.
За свой 9-летний плен и «сидение по разным городам» за «скорбь и нужу» и за «службу и за великое терпенье» Иван Гаврилович Коробьин был награжден: пожалована ему шуба да кубок без кровли. Позже по челобитью Ивана Гаврилова сына Коробьина и Бориса Дмитриева сына Бартенева к их окладу им были добавлены и переданы во владение поместья в Бельском стане Козельского уезда деревня Речица, деревня Веснина, деревня Дудорово, ранее принадлежавшие думному дьяку Васильеву Сыдавному.
В приходо-расходных книгах московских приказов за 1619—1621 гг. Коробьин Иван Гаврилов сын занимает чин окольничего.
Упоминается в записной книге Московского стола за 1626—27 годы вместе с братом Василием, сидящим за одним столом с государем на празднествах: Августа в 15 день, на празднике Успения пречистые Богородицы, государь царь и великий князь Михайло Федорович…. А с государем были у стола бояре…. Василей да Иван дети Коробьина… Марта в 14 день, на празднике пречистые Богородицы Федоровски, были у государя у стола бояре:… Князь Петр княж Володимеров сын Мосалский. Григорей Васильев сын Измайлов. Василей да Иван дети Коробьина. …
В 1629 году Коробьин Иван Гаврилов сын был назначен вторым воеводою в Астрахани, при стольнике князе Федоре Семеновиче Куракине, откуда в 1631 году был отпущен к Москве.
Во время русско-польской войны в 1633 году Коробьин Иван Гаврилович был послан в Новгород для сбора конницы. К этому времени И. Г. Коробьин имел довольно-таки большой по меркам того времени поместный оклад, который достигал 800 чети.
В 1634 году Коробьин Иван Гаврилов сын вместе с дьяком Сергеем Матвеевым возглавил посольство в Стамбул, которое предупредило султана Мурада IV, в соответствии с достигнутой прежде договоренностью не прекращать войны с Польшей без предупреждения об этом Турции, о предстоявшем выходе России из Смоленской войны. Коробьину было также поручено выяснить отношения Мурада IV с польским королем Владиславом. Кроме поездки в Царь-град, Иван Гаврилович Коробьин имел задание поехать в Иерусалим, в Афонскую и Синайскую горы для поминовения по умершем патриархе Филарете Никитиче. Туда он вез дары и, вероятно, грамоту к Александрийскому патриарху Герасиму, в связи с кончиной патриарха Филарета и избрании патриархом Иосафа: въ прошломъ году съ посломъ Коробьинымъ было послано патриарху Феофану на 150 р. соболями, да по душѣ Филарета Никитича на поминъ ко Гробу Господню соболями на 500 рублей. В Московском архиве имеется расписка афонского Ватопецкого монастыря архимандрита Игнатия с братиею в принятии ими от российского посланника Коробьина царской милостыни трех сороков соболей ценою в 80 червонных.
В дореволюционных печатных источниках сохранились такие сведения о посылка в Стамбул посольства И. Г. Коробьина и С. Матвеева в 1634 г: «15 Февраля этого года на отпуске у государя былъ Турской посолъ Алей Ага, съ которѣмъ отправлялись въ Турцію къ султану Мурату русские послы Иванъ Гавриловичъ Коробьинъ и дьякъ Сергей Матвеевъ; изъ 1-го тома актовъ Московскаго государства узнаемъ, что Алей Ага 10 марта прибыль въ Воронежъ, русские же послы отстали отъ него. Наконецъ намъ удалось въ дѣлахъ бывшаго Разряднаго приказа отыскать документы, которые подробно говорять о составѣ посольства и тѣхъ оскорбленияхъ, какия оно потерпѣло отъ Крымскихъ татаръ. Царские послы вернулись въ Москву не позднее июня 144 (1636 г). …Въ составь посольства отправленнаго въ 1634 г въ Константинополь кромѣ вышеназванныхъ пословъ находились переводчики Польскаго приказа — грекъ Мануилъ Филаденской, татаринъ Уразмаметъ Башмаковъ, умершій на возвратномъ пути, и толмачи Федотъ Елчинъ, Алмакай Алыгаевъ и Андрей Раковъ, умершій въ 1635 г въ Константинополе. Царсскіе послы совершили путь изъ Москвы до Азова, включая остановку въ послѣднемъ, въ 17 недѣль. Въ Константинополѣ они пробыли у султана 2 месяца и выехали въ Крымъ, где терпели тяжкия оскорбления за то, что государь помирился съ Литовскимъ королемъ. Подробности пребывашя пословъ въ Крыму вскрываются изъ челобитныхъ, съ которыми обращался по возвращении въ Москву въ Посольской приказъ переводчикъ Мануилъ Филаденской. Его показания весьма интересны. Въ нихъ живо рисуется тяжелое положение русскихъ дипломатовъ XVII в., которые рисковали жизнью среди дикихъ ордъ, не признававшихъ никакихъ международныхъ отношенний, знавшихъ одно только право сильнаго. Мы видимъ у этихъ дипломатовъ необыкновенную стойкость, преданность государю и отечеству, стремление во что бы ни стало исполнить порученное нмъ дело.»
Задержка на пути посольства в Стамбул произошла из-за того, что Иван Гаврилович Коробьин был пленен нагайскими степными татарами и был переправлен в Кафу на татарском корабле, гребцами которого были «самые несчастные русские плененные рабы, которых он когда-либо видел». Проезжая через Дон, Иван Коробьин вел переговоры с донскими казаками и передал им очередное «государево жалованье», дав при этом наказ, чтобы они сохраняли тайну о получении ими царских денег: «межды себе о том (жалованье) не славили, чтоб про то в Озове не пронесло и турецкому послу того однолично не сведать».
В 1640 г. за Стамбульскую службу московскому дворянину Ивану Гавриловичу Коробьину была дана прибавка в 150 чети к поместному окладу, который стал составлять 950 чети: поместный окладъ ему до Царегородской службы 800 чети да за Царегородскую службу придано 150 четьи.
Иван Гаврилович Коробьин, в иночестве Иона, умер в 1642 году. Погребен был в Троице-Сергиевом монастыре 26 ноября 7151(1642) года. По нему дала вклад жена его Мавра Макимовна.

## Семья
Жена: Мавра Максимовна Ивашкина, дочь Максима Денисовича Ивашкина, казненного Иваном Заруцким в 1613 году во время своего воеводства в Крапивне. Умерла после 1662 г. От неё у него было две дочери:
- Ирина Ивановна Коробьина (ум. 1650 г.) Похоронена в Троице-Сергиевом монастыре.
- Ксения Ивановна Коробьина (ум. 1650 г.) Муж: (1649 г.) Шереметев Василий Иванович, от него сын Петр.

## Дополнительные сведения
На территории Шуйского монастыря имел осадный двор. Среди его соседей упоминаются такие известные личности, как боярин князь Димитрий Михайлович Пожарский, княгиня Марья Ивановна Барятинская, Данила Семёнович Змеев, боярин Дмитрий Мамстрюкович Черкасский, стольник князь Григорий Семёнович Куракин, боярин князь Иван Борисович Черкасский, Василий Семёнович Собакин, Григорий и Лука Болотниковы, князь Иван Иванович Гундоров, княгиня Анисия Петровна Скопина-Шуйская, князь Иван Иванович Шуйский.
По архивным документам истории села Горицы прослеживается нелегкий путь, который пришлось пройти сыновьям Гаврилы Коробьина во времена Смутного времени:
7 декабря 1610 г. Дворянам Василию, да Борису, да Ивану Коробьиным, вместо селца Песочня (Спасово тож) на Рязани, которое взято у них и отдано боярину Федору Ивановичу Шереметьеву, дано в их оклады князя Александровскую отчину Шуйского, в Суздальском уезде селцо Горицы с деревнями, да в Костромском уезде поместье Дмитрия и Захара Колычевых, селцо Спасское и селцо Солениково с деревнями; Коробьинымъ дано 900 четвертей., а жонам Колычевых оставлено на прожиток 300 четвертей, по воле и ласке господарской.
8 октября 1612 г. по жалобе Истомы Никитина сына Сунбулова с. Горицы у братьев Коробьиных отобрано Владиславом IV « за их измену» и отъезд к Москве "в воровские полки"с Володимером Прокофьевым сыном Ляпуновым и отдано Истоме Сунбулову.
В 1613 г царем Михаилом Федоровичем за заслуги в борьбе с польско-литовскими захватчиками и за Московское осадное сидение за сыновьями Гаврилы Коробьина Василием, Борисом и Иваном было окончательно закреплено село Горицы, и два сельца в Костромском уезде, Спасское и Солениково.
В жалованной грамоте выданной 22 октября 7122/1614 года Михаилом Фёдоровичем Романовым про братьев Коробьиных написано: «А они, Василий, и Борис, и Иван, будучи на Москве против тех злодеев наших стояли крепко и мужественно, и многое дородство и храбрость и кровопролитие в службе показали… а на воровскую прелесть и смуту ни на которую не покусилися… Стояли в твёрдости разума соего крепко и непоколебимо безо всякие шатости и от их великие службы польские и литовские люди от Москвы отошли».
В документах по истории города Шуи и его окрестностей имеются 2 документа, говорящие о довольно жестоком характере И. Г. Коробьина:
1. Известная челобитная старосты пахотных крестьян Пятунки Фадеева и старосты непахотных крестьян Анкудина Родионова села Дунилова Суздальского уезда и всех крестьян на крестьян на Ивана Гаврилова Коробьина и его людей в похвальбе всякими лихими делами от 10 декабря 1624 года[21].
2. 3 октября 1628 село явочная челобитная[22] целовальника дворцового села Дунилово Василия Андреева на прикащика И. Г. Коробьина, Ивана Афанасьева, побившего целовальника Степана Акулова, и который кроме грабежа и разбою говорил: " государь де нашъ Иванъ Гавриловичъ приказалъ васъ мужиковъ бить да и въ воду бросать; не токмо васъ, мужиковъ, и детей вашихъ. Теперь де мужикъ что ты видѣлъ Еще де мужики отъ моея братьи холошей не то вамъ будетъ или государя нашего отъ крестьянъ намъ холопамъ своимъ и крестьяномъ приказалъ государь нашъ гдѣ де не застани или на дорогѣ встрѣчу бей домертва да подъ кустъ бросай и гдѣ у водѣ и вы въ воду бросайте[23].

Вероятно, у Ивана Гавриловича Коробьина имелась еще и сестра Анна Гавриловна (ум. 1622 г., погребена в Симоновом монастыре в Москве), первая жена Юрия Игнатьевича Татищева. Предположение строится на том, что 8 ноября 1629 года И. Г. Коробьину были возвращены довольно обширные московские земельные владения умершего Ю. И. Татищева, вполне возможно, взятые им в приданное за женой Анной Гавриловной, на которые не стал претендовать сын Ю. Татищева от второго брака, Михаил, это вполне соответствало древнерусским правовым нормам. 7137 года Ноября 8 числа отказано Ивану Гаврилову сыну Коробьину поместье Юрья Татищева в Московском уезде д. Лукина, пустоши Леванцово, Мянино, а Мухино тож, Катурино, Козлово, а Лунево тож, Семенниково, Левоново
В 1638 году московский дворянин Иван Гаврилович Коробьин имел дом в Москве: С Покровской Большой улицы к Петру и Веригам в переулок У Петра И Вериг: … Ивана Гаврилова сына Коробьина, сказки своей не дал и про людей ничего не сказал. За ним числилось 178 1/2 дворов и прописаны вотчины и поместья в Рязанском, Московском, Суздальском, Галичском, Владимирском, Нижегородском, Козельском, Коломнском уездах. В этом же году с белевского помещика Ивана Коробьина и его соседей следовало взять крестьян 363 человека деловцов и 72 лошади для восстановление засечной черты, проходившей и по территории Калужского края.